# Потирна
Потирна је насељено место у саставу општине Блато, на острву Корчули, Дубровачко-неретванска жупанија, Република Хрватска.

## Историја
До територијалне реорганизације у Хрватској налазила се у саставу старе општине Корчула.

## Становништво
На попису становништва 2011. године, Потирна је имала 23 становника.
| Број становника по пописима | Број становника по пописима | Број становника по пописима | Број становника по пописима | Број становника по пописима | Број становника по пописима | Број становника по пописима | Број становника по пописима | Број становника по пописима | Број становника по пописима | Број становника по пописима | Број становника по пописима | Број становника по пописима | Број становника по пописима | Број становника по пописима | Број становника по пописима |
| --------------------------- | --------------------------- | --------------------------- | --------------------------- | --------------------------- | --------------------------- | --------------------------- | --------------------------- | --------------------------- | --------------------------- | --------------------------- | --------------------------- | --------------------------- | --------------------------- | --------------------------- | --------------------------- |
| 1857                        | 1869                        | 1880                        | 1890                        | 1900                        | 1910                        | 1921                        | 1931                        | 1948                        | 1953                        | 1961                        | 1971                        | 1981                        | 1991                        | 2001                        | 2011                        |
| 0                           | 0                           | 56                          | 66                          | 106                         | 101                         | 220                         | 228                         | 128                         | 111                         | 68                          | 25                          | 13                          | 14                          | 21                          | 23                          |

Напомена: У 1857. подаци су садржани у насељу Вела Лука (општина Вела Лука), а 1869. у насељу Блато. Од 1880. до 1900. исказивано као део насеља.

### Попис1991.
На попису становништва 1991. године, насељено место Потирна је имало 14 становника, следећег националног састава:
| Попис 1991.‍ | Попис 1991.‍ | Попис 1991.‍ | Попис 1991.‍ | Попис 1991.‍ |
| ----------- | ----------- | ----------- | ----------- | ----------- |
|             |             |             |             |             |
| Хрвати      | Хрвати      |             | 14          | 100%        |
| укупно: 14  |             |             |             |             |